# Phylloscartes roquettei
Phylloscartes roquettei е вид птица от семейство Tyrannidae. Видът е застрашен от изчезване.

## Разпространение
Видът е разпространен в Бразилия.